# Pavel Florenskij

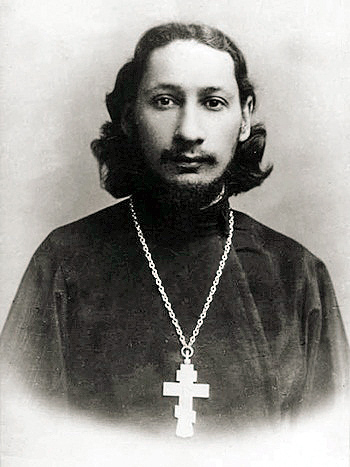
Pavel Florenskij

Pavel Alexandrovitj Florenskij, född 21 januari 1882 (9 januari enligt gamla stilen) i Azerbajdzjan, död 8 december 1937 nära Sankt Petersburg, var en rysk teolog, filosof, matematiker och vetenskapsman. Han hade studerat matematik vid Moskvauniversitetet, och senare teologi, när han 1912 prästvigdes. Efter revolutionen kom han att vara en av de ledande inom projektet att elektrifiera Ryssland, samtidigt som han undervisade i teologi, fram till dess att det teologiska seminariet stängdes 1924. 1933 arresterades han och sändes till arbetsläger, till följd av att han vägrade avsvära sig sin tro, och 1937 arkebuserades han.